# Cruise Control (film)
Cruise Control is een Vlaamse komische film uit 2020 geschreven en geregisseerd door Rudi Van Den Bossche. De film kwam op 5 augustus 2020 in de filmzalen in België.

## Verhaal
Serge Gabriëls is een aan lager wal geraakte regisseur die samen met zijn producer Bob Kets probeert om zijn productiehuis boven water te houden. Hun geluk lijkt te keren wanneer ze een aanbod krijgen om een reeks reclamespotjes op te nemen op een cruise in Griekenland. Serge ziet er de uitgelezen kans in om met een deel van het budget tegelijkertijd ook zijn eigen nieuwe romantische langspeelfilm in te blikken. Wanneer hij in Griekenland arriveert met zijn in allerhaast samengestelde ploeg van zogenaamd toptalent loopt alles echter al snel compleet in het honderd.

## Rolverdeling
| Acteur                   | Personage                     |
| ------------------------ | ----------------------------- |
| Lucas Van den Eynde      | Serge Gabriëls                |
| Gene Bervoets            | Jean Bonckers                 |
| Dirk Roofthooft          | Bob Kets                      |
| Elke Van Mello           | Bianca Hechtermans            |
| Robert de la Haye        | Albert                        |
| Charlotte Anne Bongaerts | Marly                         |
| Pieter Verelst           | Chantalleke                   |
| Hilde Heijnen            | Christel Lahay                |
| Herbert Flack            | Jacky Dupont                  |
| Sofie Joan Wouters       | Gitte                         |
| Peter Bulckaen           | Mitch Verbrugge               |
| Vassilis Konstatilieris  | Kapitein Vassilis             |
| Francesca Vanthielen     | presentatrice                 |
| Frank Focketyn           | floormanager                  |
| Hans De Munter           | Albert, Titi voor de vrienden |
| Nick Delafontaine        | cameraman Tirol               |
| Astrid Ogiers            | vriendin Titi                 |
| Nasia Kollia             | TV reporter Griekenland       |
| Steven De Stickere       | deurwaarder                   |
| Lou Van den Eynde        | Serge (9 jaar)                |
| Sofie Heyens             | moeder Serge                  |
| Brian Clifton            | vader Serge                   |

## Productie
Het merendeel van de opnames vonden gedurende drie weken in mei 2018 plaats op het Griekse eiland Lefkada. De film zou oorspronkelijk in 2019 uitgebracht worden, maar de première werd met een jaar uitgesteld waardoor de film in volle coronacrisis in de zalen kwam. Op 4 december 2020 kwam de film uit op dvd.

## Ontvangst
De critici waren weinig lovend over de film en verweten de makers een gebrekkig verhaal, flauwe humor en te veel niet-functioneel naakt. Op 4 september 2022 was de film te zien op VTM, in de kijkcijfer top 20 strandde de film op een vijftiende plaats met  128.121 kijkers.